# Xã Cleveland, Quận Phillips, Arkansas
Xã Cleveland (tiếng Anh: Cleveland Township) là một xã thuộc quận Phillips, tiểu bang Arkansas, Hoa Kỳ. Năm 2010, dân số của xã này là 198 người.